# Gamla Riksbankshuset, Umeå
Gamla Riksbankshuset, även Televerkets hus, är en tegelbyggnad i hörnet av Storgatan och Vasagatan i kvarteret Höder i Umeå. Sveriges riksbank hade ett avdelningskontor i Umeå 1896-1999. Byggnaden uppfördes år 1900 efter ritningar av Fredrik Olaus Lindström för att fungera som kombinerad telegraf-, riksbanks- och postbyggnad.
Sedan 1 juli 1993 räknas byggnaden som byggnadsminne och tidigare även som statligt byggnadsminne.
Lindström, tidigare stadsarkitekt i Umeå, hade lämnat staden 1892 med anledning av påstått bristande uppskattning från Umeås styrande. Med staten som uppdragsgivare uppfördes vid sekelskiftet dock den kombinerade telegraf-, riksbanks och postbyggnaden efter hans ritningar.
Fasaden består av rött mönstermurat tegel i florentinsk ungrenässans och fönsteromfattningar i ljus natursten. Två mittkolonner i kalksten löper utmed fasaden och framskjutande risaliter markerar byggnadens sidor både mot Vasagatan och Storgatan där den senare är tillbyggd på 1930-talet. 30 år senare byggdes sedan huset ihop med en vinkelbyggnad i tre våningar mot Västra Kyrkogatan.
Entrén till Riksbanken låg i hörnet och banklokalerna mot Storgatan medan post och telegraf hade sina lokaler mot Vasagatan. Övervåningen inrymde ursprungligen två större bostadslägenheter.